# Bašir Šihab II.
Bašir Šihab II., libanonski emir, * 1767, Ghazir, † 1850, Konstantinopel.
Bašir se je rodil v ugledni rodbini Šihab, ki je po letu 1697 nasledila izumrlo rodbino Maan, s katero so sicer bili sorodstveno povezani po ženski liniji. Kljub temu je Bašir odraščal v revščini, dokler se ni bogato poročil. Ko je leta 1788 bil prisiljen odstopiti dotedanji emir, so lokalni veljaki za njegovega naslednika izbrali Baširja. Spočetka je bil namestnik Ahmada al-Džazarja, ki so ga osmanske oblasti imenovale za guvernerja. 
Položaj si je pričel utrjevati s spletkarjenjem, tudi v svoji lastni družini. Ko je v eni izmed takšnih spletk dal ubiti priljubljenega maronitskega princa, je zaradi nemirov bil primoran prestaviti svojo rezidenco iz Deir al Kamarja v Beit ed-Dine, kjer je takoj pričel z gradnjo slovite palače, ki danes velja za njegov najveličastnejši spomenik. Svoje državniške sposobnosti je prvič pokazal leta 1799, ko je Napoléon oblegal Ako (mesto okoli 40 km južno od Tira) in za pomoč zaprosil Baširja. Ta je razglasil nevtralnost in Napoléon je bil prisiljen opustiti obleganje in se vrniti v Egipt. 
Po al-Džazarjevi smrti leta 1804 in posledičnemu boju za oblast je Bašir uspel omejiti vpliv vseh druzijskih velikašev z izjemo Baširja Džumblata in tako v obdobju šibkosti Osomanskega cesarstva postal de facto vladar Libanona, čeprav uradno nikdar ni bil več kot pobiralec davkov za sidonskega in tripolijskega pašo. Njegova vladavina velja za prosvetljeno, reformiral je davčni sistem, gradil je ceste, mostove, namakalne sisteme, vlagal je v zdravstvo in izobraževanje. Do leta 1821 je uspel pridobiti tudi Libanonske gore in s tem postal po Fakhreddinu II. drugi vladar, ki je združil večino ozemlja današnjega Libanona. Njegovi predniki so bili suniti, ki so se konec 18. stoletja spreobrnili v maronitsko krščanstvo, sam Bašir pa se je trudil, da ne bi izpostavljal svoje veroizpovedi, kar je opazno tudi v njegovi rezidenci v Beit ed-Dinu.
Leta 1821 je vojaško podprl akajskega pašo, ki si je poskušal podrediti Damask. Sultan je pašo razglasil za izdajalca in Bašir je bil primoran za nekaj časa pobegniti v Egipt, dokler paši ni bilo prizaneseno zaradi samovolje. Med odsotnostjo je Bašir Džumblat uspel povezati sprte druzijske frakcije, maroniti so podprli Baširja Šihaba in izbruhnili so srditi sektaški boji, kjer so maroniti kontrolirali Libanonske gore, druzi pa dolino Beka. Boji so trajali do leta 1825, ko je Šihab v bitki pri al-Simkaniji premagal Džumblata in akajskega pašo prepričal, da ga je obesil. 
V želji, da bi si pridobil še večjo stopnjo neodvisnosti od Konstantinopla, je Bašir kmalu podprl upor egiptovskega podkralja Mohameda Alija in leta 1832 sklenil zavezništvo z Alijevim sinom Ibrahimom Pašo, ki je v očetovem imenu zasedel Sirijo. S tem so bili ogroženi interesi evropskih velesil, zlasti britanski. Za nameček je Bašir bil primoran zvišati davke in si je s tem nakopal nezadovoljstvo in upore, spočetka predvsem druzov, proti katerim je spočetka ščuval maronite in jih tudi oboroževal. Do leta 1840 so se tudi ti obrnili proti njemu, se povezali z druzi in skupno uprli proti Baširju. Poleg tega so se 10. septembra 1840 ob libanonskih obalah izkrcale osmanske, avstrijske in britanske sile, da bi Ibrahima Pašo pregnale iz Sirije. Bašir je kaj kmalu spoznal, da nima možnosti proti toliko nasprotnikom, zato se je 14. oktobra predal Britancem, ki so ga prepeljali v izgnanstvo na Malto.
Po izgonu je za kratek čas bila v Libanonu vzpostavljena neposredna osmanska oblast in Libanonske gore so bile razdeljene na maronitski in druzijski del.
Kljub temu, da so ti dogodki pomenili strmoglavljenje Šihabov, se je ta rodbina ohranila vse do danes, ko je prevzela francoski zapis Chehab in danes velja za eno najuglednješih družin v Libanonu.